# Avana
Avana ist eine Rotweinsorte, die in der italienischen Region Piemont kultiviert wird. Zugelassen ist ihr Anbau in der Metropolitanstadt Turin. Sie wird im Allgemeinen nicht reinsortig ausgebaut, sondern als Verschnittpartner in Rot- und Roséweinen, aber auch als Tafeltraube genutzt. In den 1990er Jahren wurde eine bestockte Rebfläche von 69 Hektar erhoben, die sich in der Nähe von Susa befinden.

## Synonyme
Die Rebsorte Avana ist auch unter den Namen Alvana di Susa, Avana de Susa, Avana di Susa, Avana Nero, Avanale, Avanas, Avanato, Avane, Avena, Avenai, Bibou, Davana, Guibou, Havana, Hibou, Hibou Noir, Hivernais, Luisant, Palofrais, Polafrais, Polofrais, Pometre, Promeche, Promere, Raisin Cerise, Ribou und Vermaglio bekannt.

## Ampelographische Sortenmerkmale
In der Ampelographie wird der Habitus folgendermaßen beschrieben:
- Die Triebspitze ist offen. Sie ist weißwollig behaart, mit leicht rosafarbenem Anflug. Die hellgrünen Jungblätter sind spinnwebig behaart.
- Die mittelgroßen Blätter sind dreilappig und wenig ausgeprägt gebuchtet (siehe auch den Artikel Blattform). Die Stielbucht ist U-förmig offen. Das Blatt ist stumpf gezahnt. Die Zähne sind im Vergleich der Rebsorten mittelgroß.
- Die walzenförmige Traube ist meist geschultert, mittelgroß und recht dichtbeerig. Die rundlichen Beeren sind mittelgroß und von dunkelbläulich-schwarzer Farbe.

Die Rebsorte reift ca. 30 Tage nach dem Gutedel und gehört damit zu den Rebsorten der mittleren dritten Reifungsperiode (siehe das Kapitel im Artikel Rebsorte). Sie gilt somit als spät reifend. Die mäßig wuchsstarke Sorte ist ertragsschwach. Avana ist eine Varietät der Edlen Weinrebe (Vitis vinifera).